# 예스페르 올센
예스페르 올센(덴마크어: Jesper Olsen, 1961년 3월 20일, 셸란 지역 팍세 ~)은 덴마크의 전직 프로 축구 선수로, 현역 시절 좌측 미드필더로 활약했다. 그는 네덜란드의 아약스와 잉글랜드의 맨체스터 유나이티드에서 활약한 것으로 알려져 있다. 그는 덴마크 국가대표팀의 주전 선수로, 43번의 경기에 출전해 5골을 기록했다. 그는 자국을 대표로 유로 1984와 1986년 월드컵에 참가하기도 했다.

## 경력

### 네스트베드
그는 네스트베드에서 성인 무대 신고식을 치렀고, 1980년 7월에 소련과의 친선경기에서 덴마크 국가대표팀 첫 경기를 치렀다. 그는 1978-79 시즌에 아스널 입단시험을 보았고, 2군 경기에서 득점을 기록하기도 했다. 아약스는 1980년 5월에 처음으로 올센 영입을 시도했지만, 결국 1981년이 되어서야 그의 네덜란드행을 성사시켰다.

### 아약스

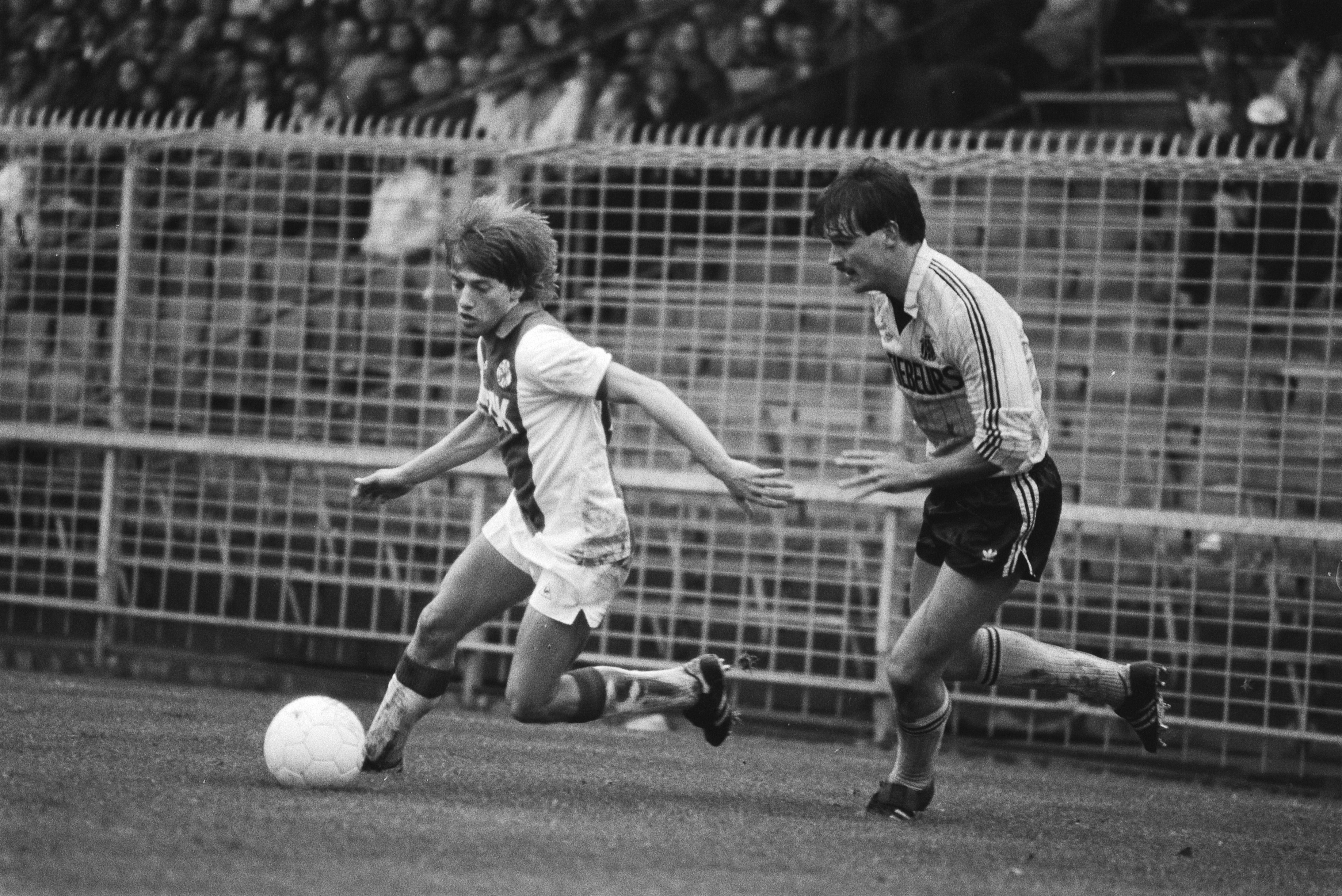
1983년 11월, 아약스-로다(5-2) 경기에 출전한 올센.

아약스 시절, 올센은 요한 크라위프와 한배를 탔었고 악명 높은 "페널티킥 무시" 사건으로 회자된다. 크라위프가 1982년 12월 5일에 헬몬트 스포르트와의 에레디비시 경기에서 아약스가 1-0으로 앞선 가운데 페널티 킥을 얻어냈을 때, 크라위프는 옆의 올센에게 공을 넘기고 크라위프가 다시 접수했고, 요한 크라위프는 어리벙벙해진 골키퍼 가랑이 사이로 공을 집어넣어 2-0으로 앞서나갔다. 이는 주심이 페널티킥을 직접 프리킥으로 판정했기 때문에 나온 상황으로, 이를 간접 프리킥으로 골을 만들어냈다.
아약스 시절, 올센은 작은 체구로 뒤틀어, 돌아, 그리고 도약해서 견제를 무시했기 때문에 "벼룩"(De Vlo)이라는 별칭이 붙었다. 그는 "범접할 수 없는 자"로도 수식되었다. 1981-82 시즌에 아약스를 지도했던 퀴르트 린더르는 그를 젊은 아약스 선수단의 놀랍게 재능 있는 선수로 평했고, 기술 및 전술적 면에서 모두 훌륭했다고 보았다. 같은 시기 프랑크 레이카르트, 헤랄트 파넨뷔르흐, 빔 키프트, 그리고 쇠렌 레르뷔 주장과 아약스에서 활동했다.
올센은 1년차인 1981-82 시즌에 에레디비시를 우승했다.(구단은 117골 득점 42골 실점을 기록) 이듬해인 1982-83 시즌, 아약스는 에레디비시 정상을 성공적으로 지켜냈고, KNVB 베커르까지 우승해 2관왕을 달성했는데, 이 시즌에는 얀 묄뷔와 마르코 판 바스턴도 선수단에 있었다. 1983-84 시즌, 올센은 아약스-페예노르트(8-2) 경기의 최우수 선수였다. 올센은 유로 1984 예선전에서 2골을 기록했는데, 2-2로 비긴 잉글랜드전에서는 막판 동점골의 주인공이 되었다. 그는 덴마크를 대표하여 대회 본선에 참가해 2경기를 뛰었는데, 이 중 1경기는 스페인과의 준결승전이었다. 120분 안에 승부가 나지 않으면서 승부차기가 진행되었고, 올센은 주자로 나서서 골망을 흔들었지만, 덴마크는 프레벤 엘키에르의 실축으로 결승 진출이 좌절되었다.

### 맨체스터 유나이티드
1984년 7월, 올센은 아약스에서 잉글랜드로 둥지를 옮겼는데, 론 앳킨슨 감독의 맨체스터 유나이티드에 £350,000의 이적료로 입단했다. 그는 올드 트래퍼드에서 4년 넘게 붉은 군단 소속으로 활약하며 총 24골을 기록했는데, 3-0으로 이긴 1986년 2월 22일자 웨스트 브로미치 앨비언과의 1부 리그 안방 경기에서는 해트트릭을 기록했다. 그는 당시 외국인 선수가 드물었던 잉글랜드 무대에서는 네덜란드 출신인 아르놀트 뮈런가 맡았던 좌측면 주전을 차지했다.
그는 1985년에 웸블리에서 열린 에버턴과의 결승전에서 1-0으로 이기고 FA컵 우승을 거두었는데, 이 시즌에 네덜란드의 미드필더 아르놀트 뮈런이 맡던 좌측면 자리를 뺐었다. 그는 1985-86 시즌 전반기에 소속 구단을 선두로 올려놓았는데, 이 과정에서 처음 10번의 경기를 승리했고, 해를 넘겨 후반기에 고전하며 순위가 떨어져 리그를 4위로 마감했다.
앳킨스는 1985-86 시즌을 앞두고 또다른 미드필더 피터 반스를 영입했는데, 그는 올센이 부상으로 결장할 당시 좌측면을 대신 맡았지만, 올센이 기량을 회복하면서, 반스는 1987년 1월에 맨체스터 시티로 방출되었다.
이미 덴마크 국가대표팀에서 굳건한 주전이었던 그는 1986년 월드컵 본선에 참가해 조별 리그 3경기에서 2골을 기록했지만, 스페인과의 16강전에서 치명적인 실수로도 회자되었다. 그는 페널티킥으로 덴마크의 선제골을 기록했지만, 전반 종료 직전에 라르스 회그 골키퍼로부터 공을 받았다. 그러나, 회그 골키퍼에게 공을 돌려주다가, 에밀리오 부트라게뇨가 공을 가로챘다. 그의 공을 가로챈 부트라게뇨는 승부를 원점으로 돌리는 동점골을 집어넣었고, 결국 이 경기에서 4골을 기록하며 스페인의 5-1 대역전승을 견인했다. 그 결과, 덴마크어 신조어로 "진짜 옌스 올센"(en rigtig Jesper Olsen)이 유행했다.
1986년 10월 중, 올센은 미드필더 동료 레미 모지스와 훈련장에서 다투었고, 월말에 론 앳킨스 감독의 살생부에 이름을 올렸다. 그러나 앳킨스 감독이 그 다음 주에 유나이티드의 성적 부진으로 경질되고 그의 후임 알렉스 퍼거슨은 그의 방출 계획을 철회하고 올드 트래퍼드에 2년 더 머무르게 했고, 결국 올센에 대한 믿음으로 존 반스를 1987년 여름에 왓퍼드에서 영입할 계획도 접었다.
그는 올드 트래퍼드에서의 말년에 잉글랜드 축구계의 변화에 적응하는데 어려움이 많았는데, 그의 성장이 더뎌졌기 때문이었다. 그는 유로 1988에 덴마크 선수단의 명단에 이름을 올렸지만, 본선 경기에 한 번도 출전하지 못했다.

### 보르도와 캉
올센은 1988-89 시즌을 끝으로 맨체스터 유나이티드와 결별하고 1988년 11월에 £400,000의 이적료로 보르도로 이적했다. 올드 트래퍼드에서의 마지막 온전한 시즌에 유나이티드는 리버풀에 밀려 리그 준우승을 차지했다. 그의 마지막 유나이티드 득점은 1987년 12월 12일에 3-1로 이긴 옥스퍼드 유나이티드 안방 경기에서 기록했다.
1990년, 그는 보르도를 떠나 캉에서 측면 수비수로 활약했다. 중상을 당한 후, 블랙번 로버스와 노팅엄 포리스트가 잉글랜드 무대 복귀를 제의했지만, 그는 1992년에 캉에서 은퇴했다.

## 은퇴
올센은 은퇴 후 조용히 보내 행보가 잘 알려지지 않았는데, 오스트레일리아의 브라이튼에 거주했다. 2003년, 그는 오스트레일리아에 펀 풋볼 그룹을 출범하여 운영하기 시작했다.
2006년 5월 4일, 그는 거미막밑출혈로 입원했다. 그는 가벼운 달리기 운동을 마치고, 출혈의 증상을 처음 느꼈을 때 "제정신을 잃는 것이 두려웠다"라고 당시 감정을 밝혔다.
회복 후, 올센은 오스트레일리아를 이끌고 2006년 월드컵 참가 전 멜버른에서 준비를 하는 휘스 히딩크를 찾아갔다. 올센은 그의 국가대표팀 전 동료 쇠렌 레르뷔와 프랑크 아르네센 덕에 알고 지냈다. "저는 잘 지내고 있지만, 두려운 경험이었습니다"라고 네덜란드 언론 더 텔러흐라프(De Telegraaf)에 소감을 밝혔다. 네덜란드 언론사는 예스페르 올센이 피로해 보였지만, 그래도 대체로 평소 같은 모습이었다고 평했다.
2011년, 펀 풋볼 그룹은 풋볼 스타 아카데미에 합병되었고, 올센은 단체의 단장으로 취임했다. 그는 정예 훈련 과정을 감독했고, 그의 내공과 경험을 축구 신예들에게 전수했다.
풋볼 스타 아카데미는 조지 람바다리디스가 유럽 무대의 벨기에 클뤼프 브뤼허 행에 일조하고, 그리스의 파나티나이코스나 잉글랜드의 입스위치 타운 등과 제휴하여 오스트레일리아 유망주들의 국제 무대 기회를 창출하는 큰 역할을 했다.

## 감독 경력
2010년 1월부터 2011년 5월까지, 올센은 A-리그의 멜버른 하트 수석 코치로서 욘 판 어트 스히프 감독을 보좌했다.

## 수상
아약스
- 에레디비시: 1981–82, 1982–83
- KNVB 베커르: 1982–83

맨체스터 유나이티드
- FA컵: 1984–85